# Тензометрический датчик

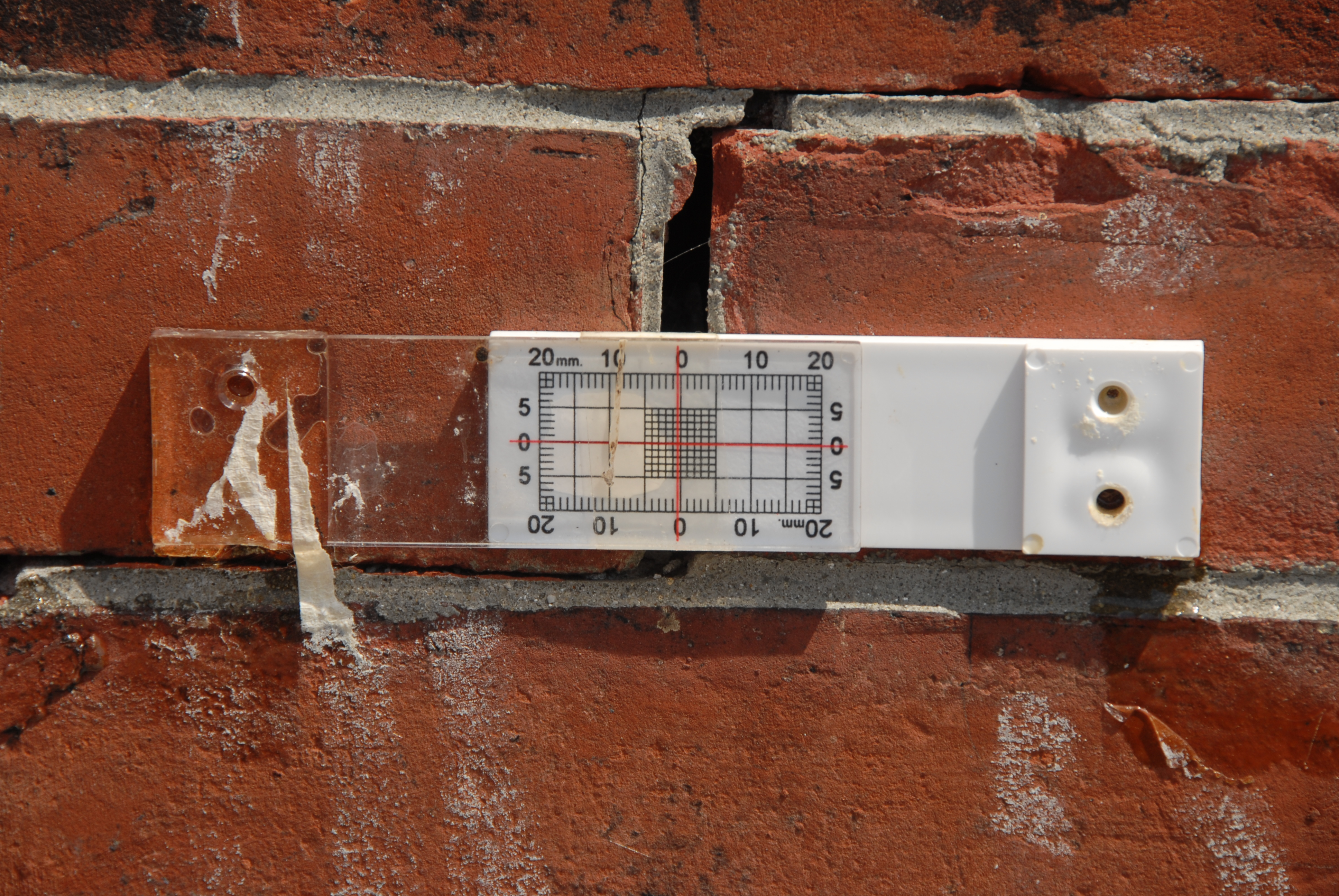
Механический тензометрический датчик для измерения деформации стены

Тензометрический датчик (тензодатчик; от лат. tensus — напряжение) — датчик, преобразующий величину деформации в удобный для измерения сигнал (обычно электрический), основной компонент тензометра (прибора для измерения деформаций). Существует множество способов измерения деформаций: тензорезистивный, пьезоэлектрический, оптико-поляризационный, пьезорезистивный, волоконно-оптический, или простым считыванием показаний с линейки механического тензодатчика. Среди электронных тензодатчиков наибольшее распространение получили тензорезистивные датчики.

## Конструкция
Тензорезистивный датчик обычно представляет собой специальную упругую конструкцию с закреплённым на ней тензорезистором и другими вспомогательными деталями. После калибровки, по изменению сопротивления тензорезистора можно вычислить степень деформации, которая будет пропорциональна силе, приложенной к конструкции.
Существуют разные типы датчиков:
- датчики силы (измеряет усилия и нагрузки)
- датчики давления (измерение давления в различных средах)
- акселерометры (датчик ускорения)
- датчики перемещения
- датчики крутящего момента

Наиболее типичным применением тензодатчиков являются весы. В зависимости от конструкции грузоприёмной платформы, применяются тензодатчики различного типа:
- консольные
- s-образные
- «шайба»
- «бочка»

Конструкция резистивного тензодатчика представляет собой упругий элемент, на котором зафиксирован тензорезистор. Под действием силы (веса груза) происходит деформация упругого элемента вместе с тензорезистором. В результате изменения сопротивления тензорезистора, можно судить о силе воздействия на датчик, а, следовательно, и о весе груза. Принцип измерения веса при помощи тензодатчиков основан на уравновешивании массы взвешиваемого груза с упругой механической силой тензодатчиков и последующего преобразования этой силы в электрический сигнал для последующей обработки. Для характеристики защиты тензодатчика от воды и пыли используется IP-рейтинг.